# Óliver Pérez Latorre
Óliver Pérez Latorre és Doctor en Comunicació Social per la UPF i llicenciat en Comunicació Audiovisual. Professor dels Estudis de Comunicació Audiovisual i Publicitat i Relacions Públiques de la UPF des del 2006. El seu treball se centra en la teoria i l'anàlisi del videojoc, l'estudi del llenguatge visual i la narrativa audiovisual i les tendències de la cultura popular als mitjans audiovisuals. Ha publicat articles sobre videojocs, cultura i societat en revistes acadèmiques com Games & Culture, Convergence, Social Semiotics i The European Journal of Communication, i és autor dels llibres El lenguaje videolúdico. Análisis de la significación del videojuego (Laertes, 2012) i El arte del entretenimiento. Un ensayo sobre el diseño de experiencias en narrativa, videojuegos y redes sociales (Laertes, 2015).
Conjuntament amb Jérôme Nguyen, ha estat comissari de l'exposició «Gameplay. Cultura de videojoc», inaugurada el desembre de 2019 al Centre de Cultura Contemporània de Barcelona (CCCB). L'exposició tractava com es pot abordar la relació videojoc-cultura, però va haver de tancar a causa de la pandèmia de COVID-19.